# Chantier populaire
Chantier populaire (en italien : Cantiere popolare) est une fédération de partis politiques italiens, fondée le 4 janvier 2012. Son leader est Francesco Saverio Romano. À cette fédération ont adhéré Les Populaires d'Italie demain, Action populaire de Silvano Moffa, le Movimento Cristiano Lavoratori (MCL) de Carlo Costalli et le Patto Cristiano Esteso (Pace) de Massimo Ripepi.
En 2013, le PID-Chantier populaire rejoint la nouvelle Forza Italia de Silvio Berlusconi.

## Note
1. ↑  « Forza Italia, i dirigenti del Pid aderiscono al partito di Berlusconi »